# 犬伏孝行
犬伏 孝行（いぬぶし たかゆき、1972年8月11日 - ）は日本の陸上競技元選手・現指導者。元マラソン日本最高記録保持者。徳島県吉野川市出身。

## 人物
吉野川市立山川中学校(在学時は山川町立山川中学校)ではサッカー部に所属していたが、地元の陸上競技大会や駅伝大会にも出場して活躍した。(男子800ｍ、1500ｍでは、当時の徳島県中学記録を樹立)
徳島県立城ノ内高等学校では、陸上競技部に入部して中長距離に本格的に取り組み、高校卒業後に大塚製薬に入社した。
1999年9月のベルリンマラソンで、2時間6分57秒と日本男子初の2時間6分台をマーク、当時の日本最高記録を樹立した。2000年2月の東京国際マラソンでは、35Km地点の給水後に腹痛を起こしながらも、2時間8分16秒で日本人トップの4位でゴール。この成績により、川嶋伸次、佐藤信之とともに、2000年10月開催のシドニーオリンピック男子マラソン代表に選出された。
シドニー五輪では日本のエースとして期待されたが、レース中盤以降に脱水症状が酷くなり、メダル・入賞争いから脱落。ゴール地点まであとわずかの38Km付近で途中棄権した。
翌2001年4月のロンドンマラソンで7位に入り復活の兆しを見せたが、以降は股関節の故障に悩まされて思うような走りは出来なくなった。その後も大塚製薬陸上競技部コーチを兼任の上で選手活動も続けていたが、現在は現役を引退し同陸上部のヘッドコーチ経た後、男子陸上部の監督を務めている。
元プロ野球選手（捕手）の犬伏稔昌とは親戚関係である。

## マラソン　全成績
- 1995年：びわ湖毎日マラソン　2時間25分16秒　 59位
- 1995年：福岡国際マラソン　途中棄権
- 1997年：福岡国際マラソン　途中棄権
- 1998年：ボストンマラソン　2時間13分15秒（10位）
- 1999年：東京国際マラソン　2時間12分20秒（7位）
- 1999年：ベルリンマラソン　2時間06分57秒（2位）（日本新記録　自己記録）
- 2000年：東京国際マラソン　2時間08分16秒（4位）（シドニー五輪代表権獲得）
- 2000年：シドニーオリンピック試走　2時間21分27秒（10位）
- 2000年：シドニーオリンピック　途中棄権
- 2001年：ロンドンマラソン　2時間11分42秒（7位）
- 2001年：シカゴマラソン　途中棄権
- 2002年：福岡国際マラソン　途中棄権
- 2004年：東京国際マラソン　2時間17分33秒（23位）
- 2005年：東京国際マラソン　途中棄権